# For Certain Because...
Albums de The Hollies
Would You Believe?
(1966) Evolution
(1967)
Singles
1. Stop Stop Stop (en)
Sortie : octobre 1966

For Certain Because... est le cinquième album studio du groupe The Hollies. Sorti fin 1966, c'est leur premier à ne contenir aucune reprise. Aux États-Unis et au Canada, il est connu sous le titre Stop! Stop! Stop!.
Il marque l'arrivée du bassiste Bernie Calvert (en), qui remplace Eric Haydock (en).

## Titres
Toutes les chansons sont écrites et composées par Allan Clarke, Tony Hicks et Graham Nash.
| 1. | What's Wrong With the Way I Live | 1:59 |
| 2. | Pay You Back With Interest       | 2:42 |
| 3. | Tell Me to My Face               | 3:04 |
| 4. | Clown                            | 2:12 |
| 5. | Suspicious Look in Your Eyes     | 3:34 |
| 6. | It's You                         | 2:13 |

| 7.  | High Classed                    | 2:18 |
| 8.  | Peculiar Situation              | 2:48 |
| 9.  | What Went Wrong                 | 2:09 |
| 10. | Crusader                        | 3:45 |
| 11. | Don't Ever Think About Changing | 2:09 |
| 12. | Stop Stop Stop (en)             | 2:49 |

## Musiciens
- Allan Clarke : chant
- Tony Hicks : guitare, chant
- Graham Nash : guitare rythmique, chant
- Bernie Calvert : basse
- Bobby Elliott : batterie

## Classements
| Classement                    | Meilleure position | Semaines dans le Top 40 |
| ----------------------------- | ------------------ | ----------------------- |
| Royaume-Uni (UK Albums Chart) | 23                 | 7                       |